# Telescopul spațial James Webb
Telescopul spațial James Webb (JWST) este un telescop spațial dezvoltat de NASA, Agenția Spațială Europeană (ESA) și Agenția Spațială din Canada (CSA). Este destinat să succcedă telescopului spațial Hubble ca misiune emblematică a NASA în astrofizică. JWST a fost lansat la 25 decembrie 2021 pe o rachetă Ariane 5 VA256. Este conceput să ofere o rezoluție și o sensibilitate îmbunătățite în infraroșu față de Hubble și va permite o gamă largă de investigații în domeniile astronomiei și cosmologiei, inclusiv observații ale unora dintre cele mai îndepărtate evenimente și obiecte din Univers, cum ar fi formarea primelor galaxii. Permite caracterizarea atmosferică detaliată a exoplanetelor potențial locuibile .
Oglinda principală a JWST este formată din 18 segmente hexagonale de oglinzi din beriliu placate cu aur, care atunci când sunt combinate, creează o oglindă cu un diametru de 6,5 metri, considerabil mai mare decât oglinda principală de pe Hubble care are 2,4 metri. Spre deosebire de telescopul Hubble, care observă în spectrul ultraviolet apropiat, vizibil și infraroșu apropiat (0,1–1,0 μm), JWST va observa într-un interval de frecvență mai scăzut, de la lumina vizibilă cu lungime de undă lungă (roșu) până la infraroșu mediu (0,6–28,3 μm). Acest lucru îi va permite să observe obiecte cu deplasare spre roșu mare, care sunt prea vechi și prea îndepărtate pentru ca Hubble să le poată observa. Telescopul trebuie ținut foarte rece pentru a observa în infraroșu fără interferențe, așa că va fi desfășurat în spațiu lângă punctul Lagrange L2 Soare-Pământ, la aproximativ 1,5 milioane de kilometri de Pământ. Un parasolar mare construit din cinci straturi de material spațial învelit în aluminiu numit kapton va păstra oglinda și instrumentele la o temperatură de sub 50 K (-223 °C).
Telescopul este numit după James E. Webb, care a fost administratorul NASA din 1961 până în 1968 și a jucat un rol esențial în programul Apollo.
Dezvoltarea a început în 1996 pentru o lansare care a fost inițial planificată pentru 2007, cu un buget de 500 milioane USD. Au existat numeroase întârzieri și depășiri de costuri, inclusiv o reproiectare majoră în 2005, un parasolar rupt în timpul implementării unei practici, o recomandare a unui comitet de evaluare independent, pandemia de COVID-19, probleme cu racheta Ariane 5 și cu telescopul în sine, și problemele de comunicare între telescop și vehiculul de lansare.
Construcția a fost finalizată la sfârșitul anului 2016, moment în care a început o fază amplă de testare. JWST a fost lansat la 25 decembrie 2021 12:20 UTC de un vehicul de lansare Ariane 5 de la Kourou, Guiana Franceză, pe coasta de nord-est a Americii de Sud, și a fost eliberat din etapa superioară 27 de minute mai târziu.  La 24 ianuarie 2022, parasolarul, oglinzile și alte componente erau complet desfășurate în configurația lor operațională, nava spațială a intrat pe orbită la destinație   și toate instrumentele au fost pornite cu succes. La 3 februarie 2022, NASA a postat pe Twitter că telescopul a detectat primii foton, iar la 11 februarie 2022, NASA a anunțat că aproape a finalizat faza 1 de aliniere, fiecare segment al oglinzii sale primare a localizat, fotografiat și aproximativ centrat steaua țintă HD 84406. Faza 1 a procesului de aliniere în 7 faze a fost finalizată la 18 februarie 2022. Fazele 2 și 3 au fost finalizate o săptămână mai târziu, ceea ce înseamnă că cele 18 segmente primare funcționează acum la unison, dar încă acționează ca 18 telescoape mai mici, mai degrabă decât ca unul singur mare. Mai sunt necesare câteva săptămâni pentru ca telescopul să se răcească la temperatura de funcționare. Alinierea și focalizarea oglinzii și testarea și calibrarea finală vor dura aproximativ cinci luni, înainte să înceapă activitatea de cercetare. La 16 martie 2022 s-a anunțat că telescopul a fost „focalizat complet”. 

## Caracteristici
Telescopul spațial James Webb are o masă de aproximativ jumătate din cea a telescopului spațial Hubble, oglinda sa principală din beriliu acoperită cu aur are un diametrul de 6,5 metri (spre deosebire de cea de pe Hubble care are 2,4 metri) și cu suprafața de colectare a luminii de șase ori mai mare decât a telescopului Hubble. Beriliul este un metal foarte rigid, dur și ușor, folosit adesea în industria aerospațială, care este nemagnetic și își păstrează forma cu precizie într-un mediu ultra-rece. Învelișul de aur oferă reflectivitate în infraroșu și durabilitate.
JWST este conceput în primul rând pentru astronomia în infraroșu apropiat, dar poate vedea și lumina vizibilă portocalie și roșie, precum și regiunea infraroșu mediu, în funcție de instrument. Poate detecta obiecte de până la 100 de ori mai slabe decât o poate face Hubble și obiecte care s-au format mult mai devreme în istoria universului, la o deplasare spre roșu z≈20 (aproximativ 180 de milioane de ani timp cosmic (după Big Bang)). Pentru comparație, se crede că cele mai vechi stele s-au format între z≈30 și z≈20 (100-180 milioane de ani timp cosmic). Este posibil ca primele galaxii să se fi format în jurul deplasării spre roșu z≈15 (aproximativ 270 de milioane de ani de timp cosmic), iar Hubble nu poate vedea mai departe de z≈12 (aproximativ 370 de milioane de ani de timp cosmic). JWST este special conceput să vadă începuturile
Universului, „nașterea” primelor stele și formarea primelor galaxii.
Telescoapele de la sol trebuie să privească prin atmosfera Pământului, care este opacă în multe benzi de infraroșu. Chiar și acolo unde atmosfera este transparentă, mulți dintre compușii chimici țintă, cum ar fi apa, dioxidul de carbon și metanul, există și în atmosfera Pământului, complicând considerabil analiza. Telescoapele spațiale existente, cum ar fi Hubble, nu pot studia aceste benzi, deoarece oglinzile lor sunt insuficient de reci (oglinda Hubble este menținută la aproximativ 15 °C (288 K), astfel telescopul în sine radiază puternic în benzile infraroșii.

### Scutul pentru protecție solară

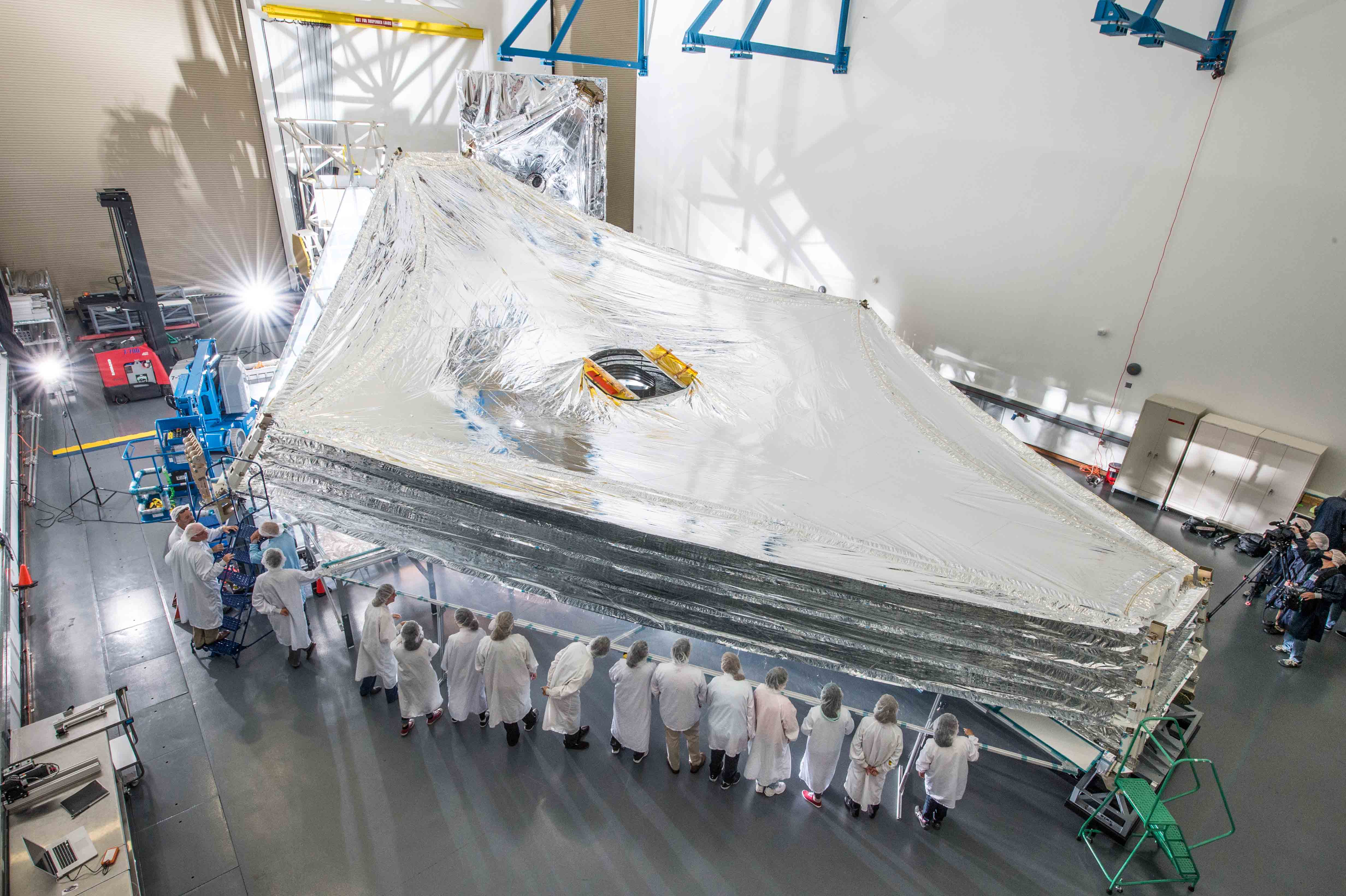
Parasolar cu cinci straturi JWST, de dimensiunea unui teren de tenis, dezvoltat de Northrop Grumman, 2014

Pentru a face observații în spectrul infraroșu, JWST trebuie menținut sub 50 K (−223,2 °C); altfel, radiația infraroșie de la telescop însuși ar copleși instrumentele acestuia. Prin urmare, folosește un parasolar mare pentru a bloca lumina și căldura de la Soare, Pământ și Lună, iar poziția sa lângă Soare-Pământ L2 menține toate cele trei corpuri pe aceeași parte a navei spațiale în orice moment. Orbita halou în jurul punctului L2 evită umbra Pământului și a Lunii, menține un mediu constant pentru parasolar și panouri solare. Ecranul menține o temperatură stabilă pentru structurile de pe partea întunecată, ceea ce este esențial pentru menținerea alinierii precise a segmentelor oglinzii primare în spațiu.
Parasolarul este alcătuit din cinci straturi de polimer metalizate, distanțate, care reflectă căldura înapoi în spațiu. Materialul folosit este extrem de subțire: 0,05 mm pentru stratul orientat spre Soare și 0,025  mm pentru celelalte. Trecând de la stratul exterior la stratul interior, fiecare strat este mai rece decât cel anterior. Rupturile accidentale ale structurii delicate a parasolarului în timpul testării în 2018 au fost printre factorii care au întârziat proiectul.
Parasolarul este proiectat pentru a fi pliat de douăsprezece ori, astfel încât să se potrivească în carenarea încărcăturii utile a rachetei Ariane 5, care are 4,57 m în diametru și 16,19 m lungime. Odată desfășurat în punctul L2, acesta va avea 14,162 m × 21,197 m. 

### Sistemul optic

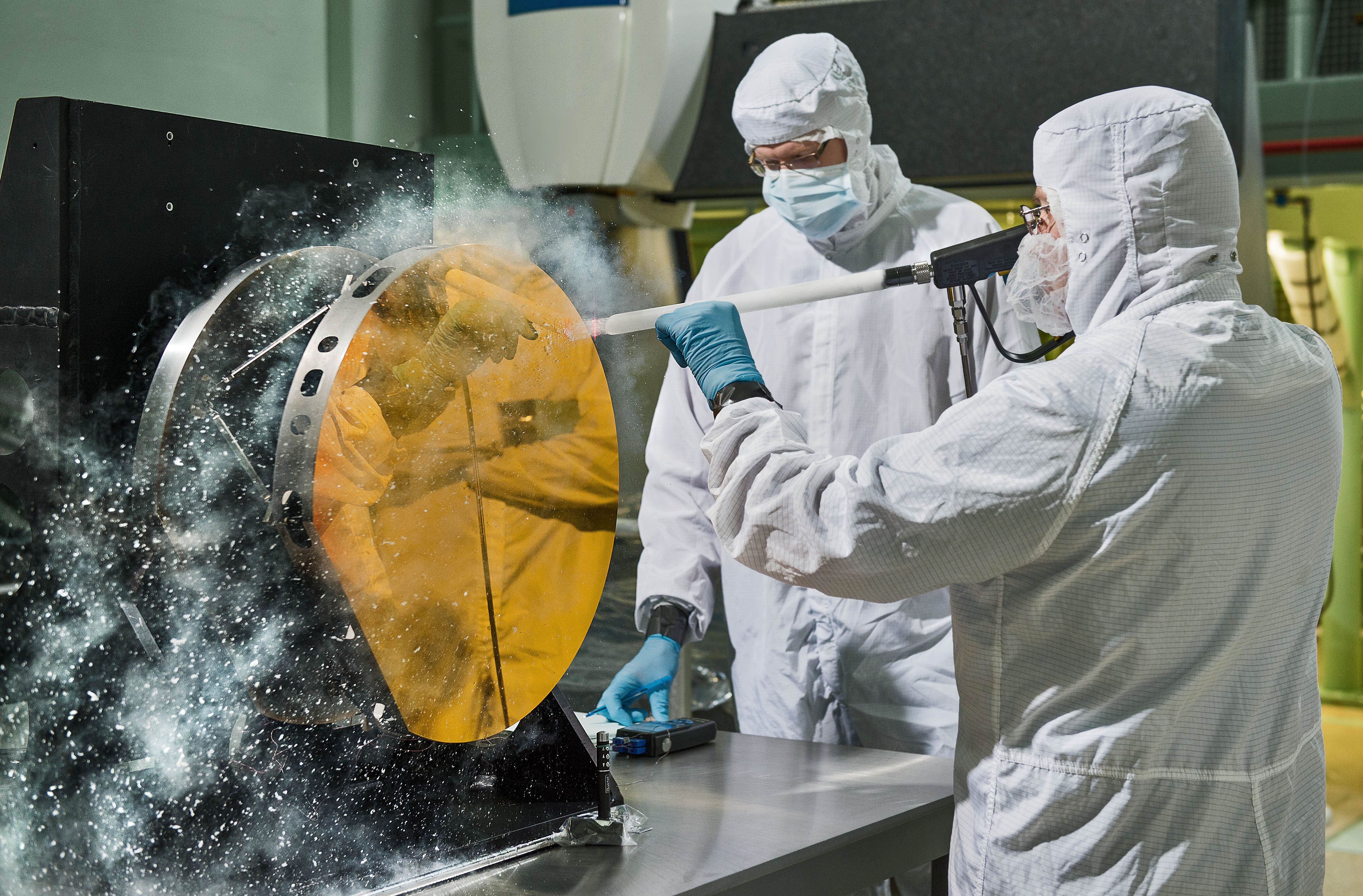
Ingineri care curăță o oglindă de test cu dioxid de carbon, 2015

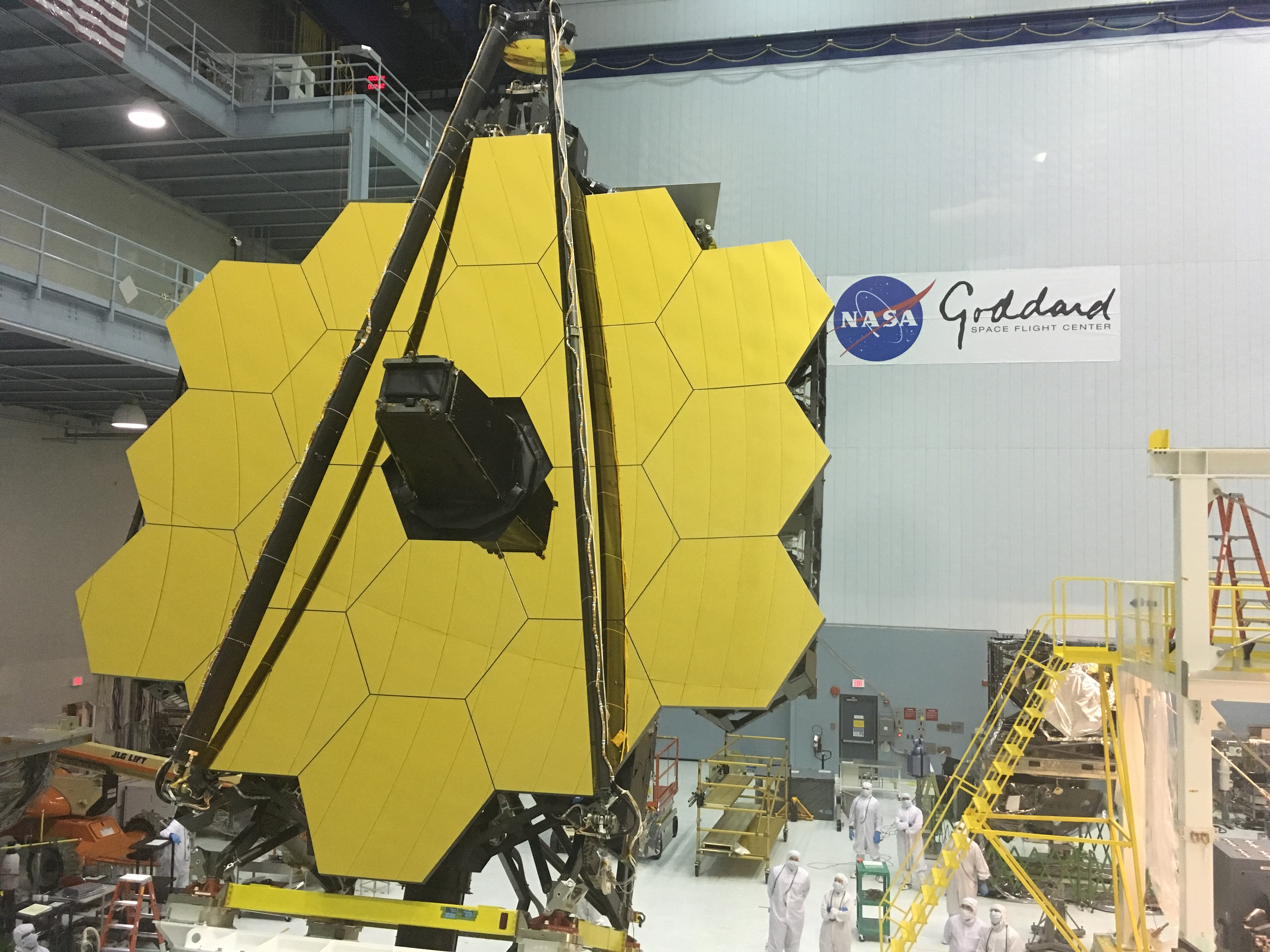
Asamblarea oglinzii principale la Centrul de Zbor spațial Goddard, mai 2016

Oglinda principală a JWST este un reflector din beriliu acoperit cu aur cu diametrul de 6,5 m cu o zonă de colectare de 25,4 m 2. Aceste dimensiuni sunt prea mari pentru vehiculele de lansare existente, așa că oglinda este compusă din 18 segmente hexagonale care se vor desfășura după lansarea telescopului. Detectarea frontului de undă plat al imaginii prin recuperarea de fază va fi utilizată pentru a poziționa segmentele oglinzii în locația corectă folosind micromotoare foarte precise. După această configurație inițială, vor avea nevoie doar de actualizări ocazionale la fiecare câteva zile pentru a păstra focalizarea optimă, spre deosebire de telescoapele de la sol, precum Observatorul W. M. Keck, care își ajustează continuu segmentele de oglindă folosind optica activă pentru a depăși efectele gravitaționale și ale vântului. Telescopul Webb va folosi 126 de motoare mici pentru a regla ocazional optica, deoarece există puține perturbări de mediu ale unui telescop în spațiu.
Designul optic al JWST este un sistem anastigmatic cu trei oglinzi, care folosește oglinzi secundare și terțiare curbate pentru a furniza imagini care sunt lipsite de aberații optice pe un câmp larg. Oglinda secundară are un diametru de 0,74 m. În plus, există o oglindă de direcție fină care își poate regla poziția de mai multe ori pe secundă pentru a asigura stabilizarea imaginii. Rolul oglinzii secundare este să concentreze lumina colectată de oglinda principală într-o deschidere din centrul acestei oglinzi. Prin această deschidere, lumina ajunge la o a treia oglindă, care o reflectă către instrumentele telescopului.
Ball Aerospace & Technologies este principalul subcontractant optic pentru proiectul JWST, condus de contractorul principal Northrop Grumman Aerospace Systems, în baza unui contract de la NASA Goddard Space Flight Center, din Greenbelt, Maryland. Optsprezece segmente de oglindă primară, oglinzi de direcție secundare, terțiare și fine, plus piese de schimb de zbor au fost fabricate și lustruite de Ball Aerospace & Technologies pe baza segmentelor semifabricate de beriliu produse de mai multe companii, inclusiv Axsys, Brush Wellman și Tinsley Laboratories.

### Instrumente științifice
Telescopul spațial James Webb este echipat cu patru instrumente științifice, toate montate într-un suport special, numit Integrate Science Instrument Module (ISIM).

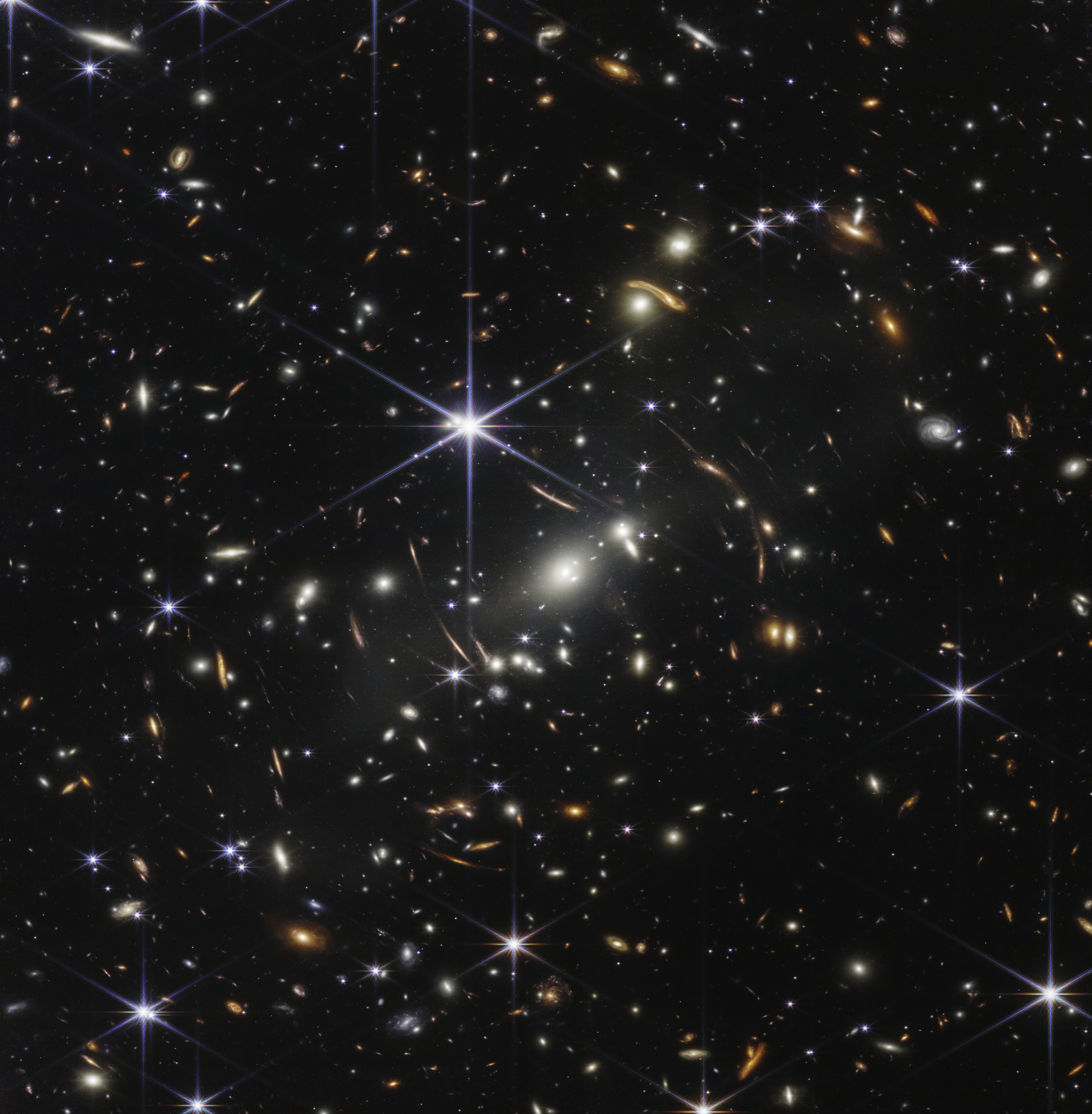
Prima imagine de câmp adânc a lui Webb a roiului de galaxii SMACS 0723

- NIRCam (Near InfraRed Camera; Camera pentru infraroșu apropiat) este un aparat de imagine în infraroșu care va avea o acoperire spectrală variind de la marginea vizibilului (0,6 micrometri) până la infraroșu apropiat (5 micrometri).[56][57] Există 10 senzori fiecare de 4 megapixeli. NIRCam va servi și ca senzor de front de undă, el va măsura orice imperfecțiune în alinierea segmentelor oglinzilor care îi împiedică să acționeze ca o singură oglindă. Folosind acest instrument, inginerii de pe Pământ vor putea regla segmentele oglinzilor prin mișcări ale celor șapte actuatoare ale fiecărui segment (motoare mecanice mici). NIRCam a fost construit de o echipă condusă de Universitatea din Arizona. Partenerul industrial este Centrul de tehnologie avansată al Lockheed-Martin, situat în Palo Alto, California.[58]
- NIRSpec (Near InfraRed Spectrograph; Spectrograf cu infraroșu apropiat) va efectua spectroscopie pe același interval de lungimi de undă. A fost construit de Agenția Spațială Europeană la ESTEC în Noordwijk, Țările de Jos. Echipa principală de dezvoltare include membri de la Airbus Defence and Space, Ottobrunn și Friedrichshafen, Germania, și Goddard Space Flight Center. NIRSpec este capabil să măsoare simultan spectrul infraroșu apropiat de până la 100 de obiecte precum stele sau galaxii cu rezoluții spectrale joase, medii și înalte. Are, de asemenea, un set de fante și o deschidere pentru spectroscopie cu contrast ridicat a surselor individuale, precum și o unitate de câmp integral (IFU) pentru spectroscopie 3D.[59]
- MIRI (Mid-InfraRed Instrument; Instrument cu infraroșu mediu) va măsura intervalul de lungimi de undă din infraroșu mediu până la lung de la 5 la 27 de micrometri.[60][61] Conține atât o cameră cu infraroșu mediu cât și un spectrometru de imagine.[52] Temperatura MIRI nu trebuie să depășească 6 kelvin (K): un răcitor mecanic cu gaz heliu situat pe partea caldă a scutului de mediu asigură această răcire.[62] MIRI a fost dezvoltat ca o colaborare între NASA și un consorțiu de țări europene.[58]
- FGS/NIRISS (Fine Guidance Sensor and Near Infrared Imager and Slitless Spectrograph; Senzor de ghidare fină / Imagine aproape de infraroșu și spectrograf fără fante), condus de Agenția Spațială Canadiană, este utilizat pentru obținerea unor imagini de înaltă rezoluție, detecția exoplanetelor, precum și la spectroscopia tranzitului exoplanetelor.

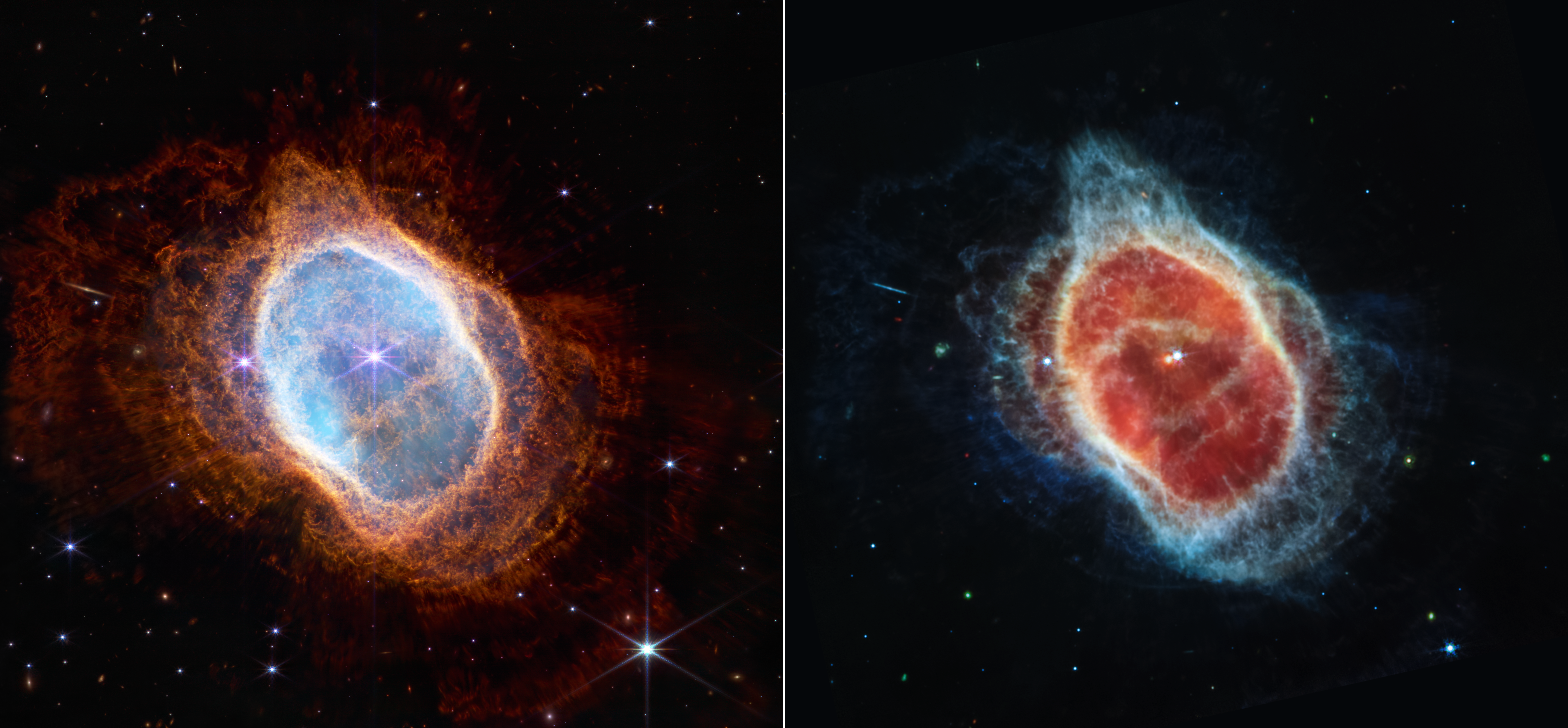
Telescopul Webb surprinde „performanța” finală a stelei pe moarte în detalii fine
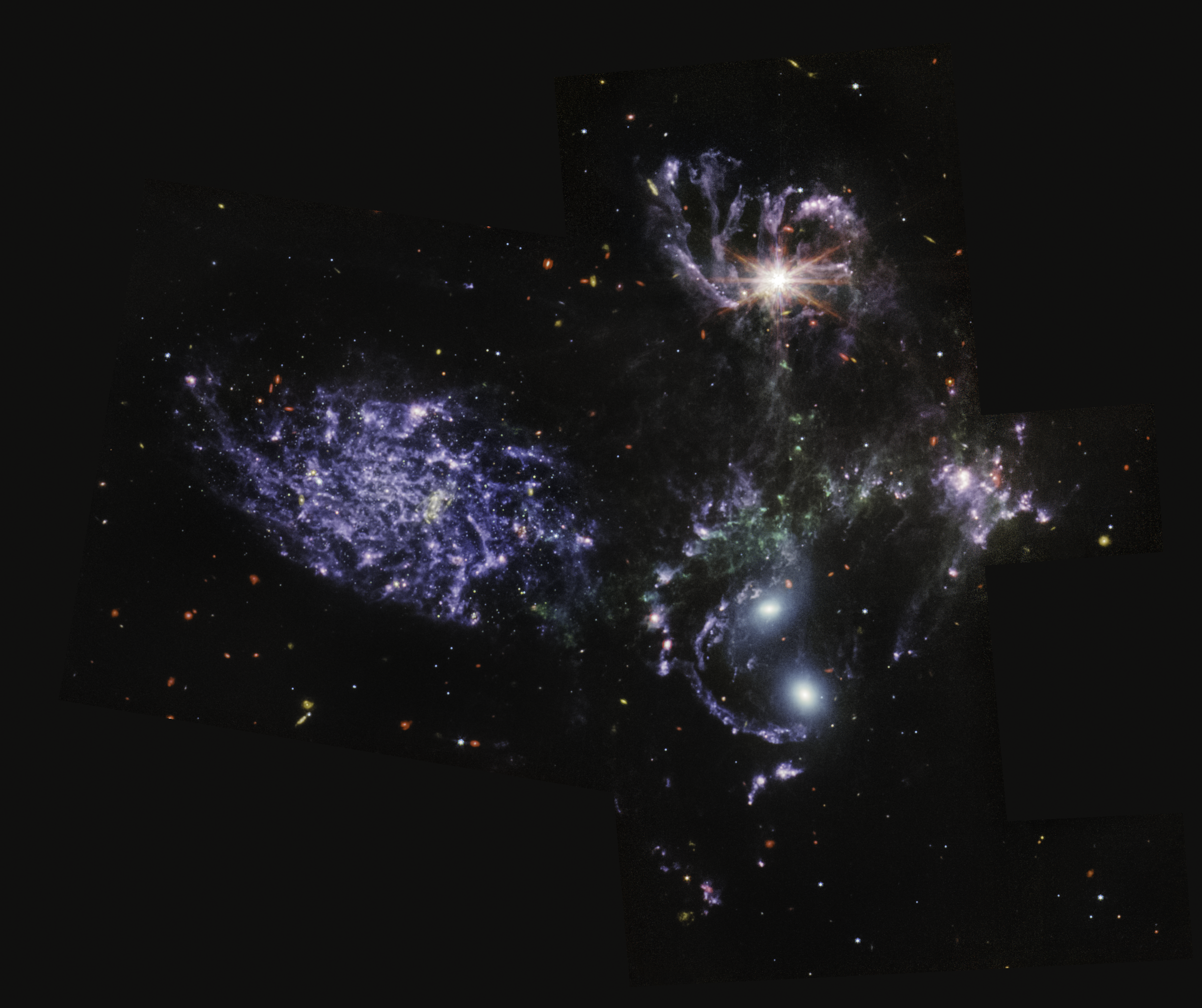
Webb aruncă lumină asupra evoluției galaxiilor, găurilor negre
Webb dezvăluie stâncile cosmice, peisajul strălucitor al nașterii stelelor
Webb ne arată dansul gravitațional al unui grup de galaxii aflate la 290 de milioane ani-lumină distanță (Cvintetul lui Stephen)

## Misiune
Telescopul spațial James Webb are patru obiective cheie:
- să caute lumina de la primele stele și galaxii care s-au format în Univers după Big Bang
- să studieze formarea și evoluția galaxiilor
- să înțeleagă formarea stelelor și a sistemelor planetare
- să studieze sistemele planetare și originea vieții.[63]

Aceste obiective pot fi atinse mai eficient prin observarea în lumina infraroșie apropiată, mai degrabă decât în lumina din partea vizibilă a spectrului. Din acest motiv, instrumentele lui JWST nu vor măsura lumina vizibilă sau ultravioletă așa cum face Telescopul Hubble, dar vor avea o capacitate mult mai mare de a efectua astronomie în infraroșu. JWST va fi sensibil la o gamă de lungimi de undă de la 0,6 la 28 micrometri (corespunzând, respectiv, luminii portocalii și radiației infraroșii profunde la aproximativ 100 K sau -173 °C).

### Lansare și durata misiunii
Lansarea (denumit zborul Ariane VA256) a avut loc conform programului la 25 decembrie 2021 pe un vehicul de lansare Ariane 5 de la Centrul Spațial Guyana din Guyana Franceză. După lansarea cu succes, administratorul NASA, Bill Nelson, a numit-o „o zi grozavă pentru planeta Pământ”. Observatorul a fost atașat la vehiculul de lansare Ariane 5 printr-un inel adaptor pentru vehiculul de lansare care ar putea fi folosit de o viitoare navă spațială pentru a agăța observatorul în încercarea de a remedia problemele grave de desfășurare. Cu toate acestea, telescopul în sine nu permite service, iar astronauții nu ar putea îndeplini sarcini precum schimbul de instrumente, ca în cazul telescopului Hubble. Telescopul a fost eliberat din treapta superioară la 27 de minute și 7 secunde după lansare, începând o ajustare a orbitei de 30 de zile care va plasa telescopul în punctul Lagrange L2.
Timpul nominal de misiune al telescopului este de cinci ani, cu un obiectiv de zece ani.  Misiunea științifică planificată de cinci ani începe după faza de punere în funcțiune care durează șase luni. JWST trebuie să folosească propulsor pentru a-și menține orbita halou în jurul lui L2, lucru care oferă o limită superioară pentru durata de viață proiectată. O orbită L2 este instabilă, așa că necesită menținerea stației orbitale pentru a împiedica telescopul să se îndepărteze de configurația sa orbitală.

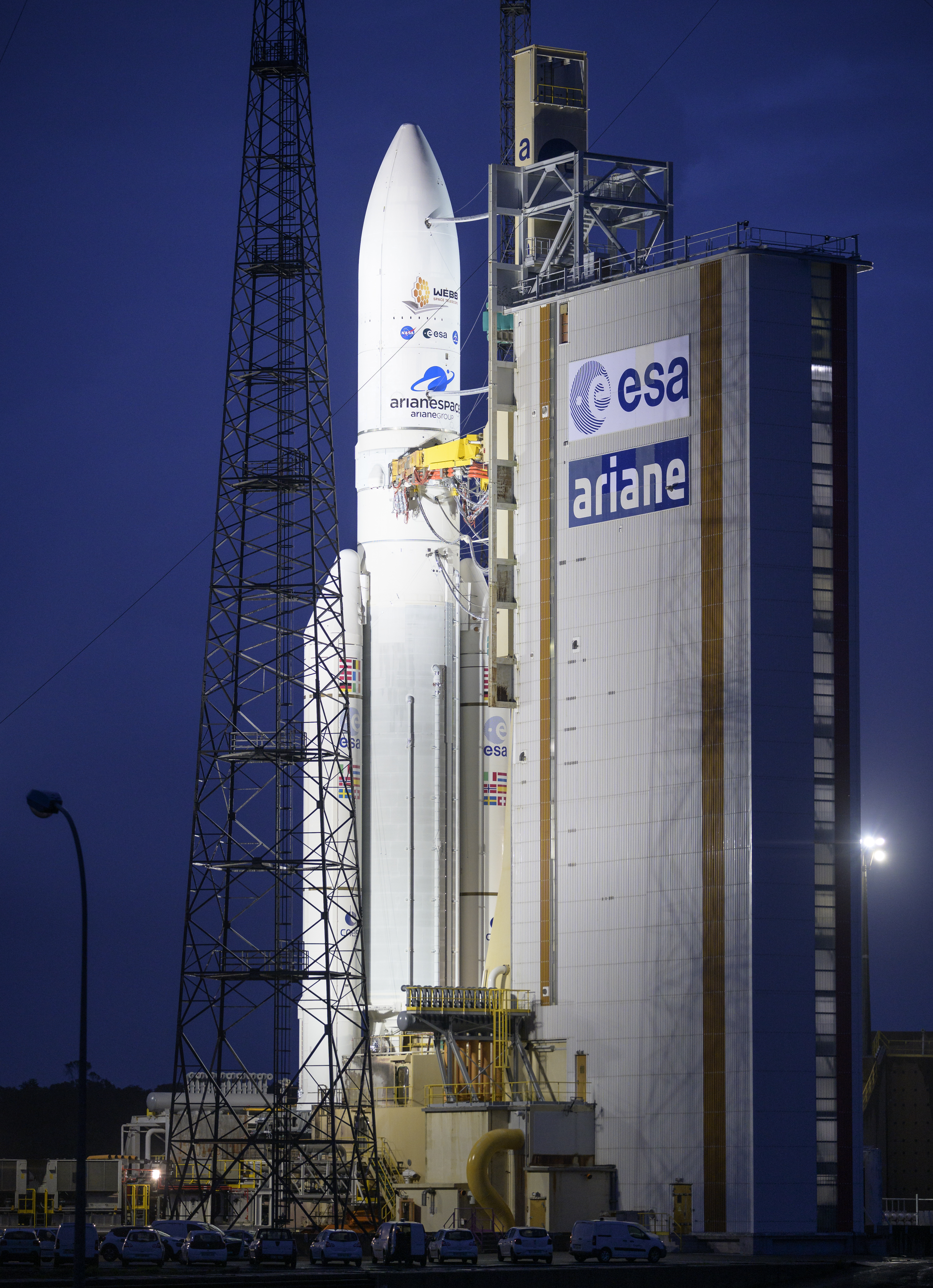
Ariane 5 și JWST la rampa de lansare ELA-3
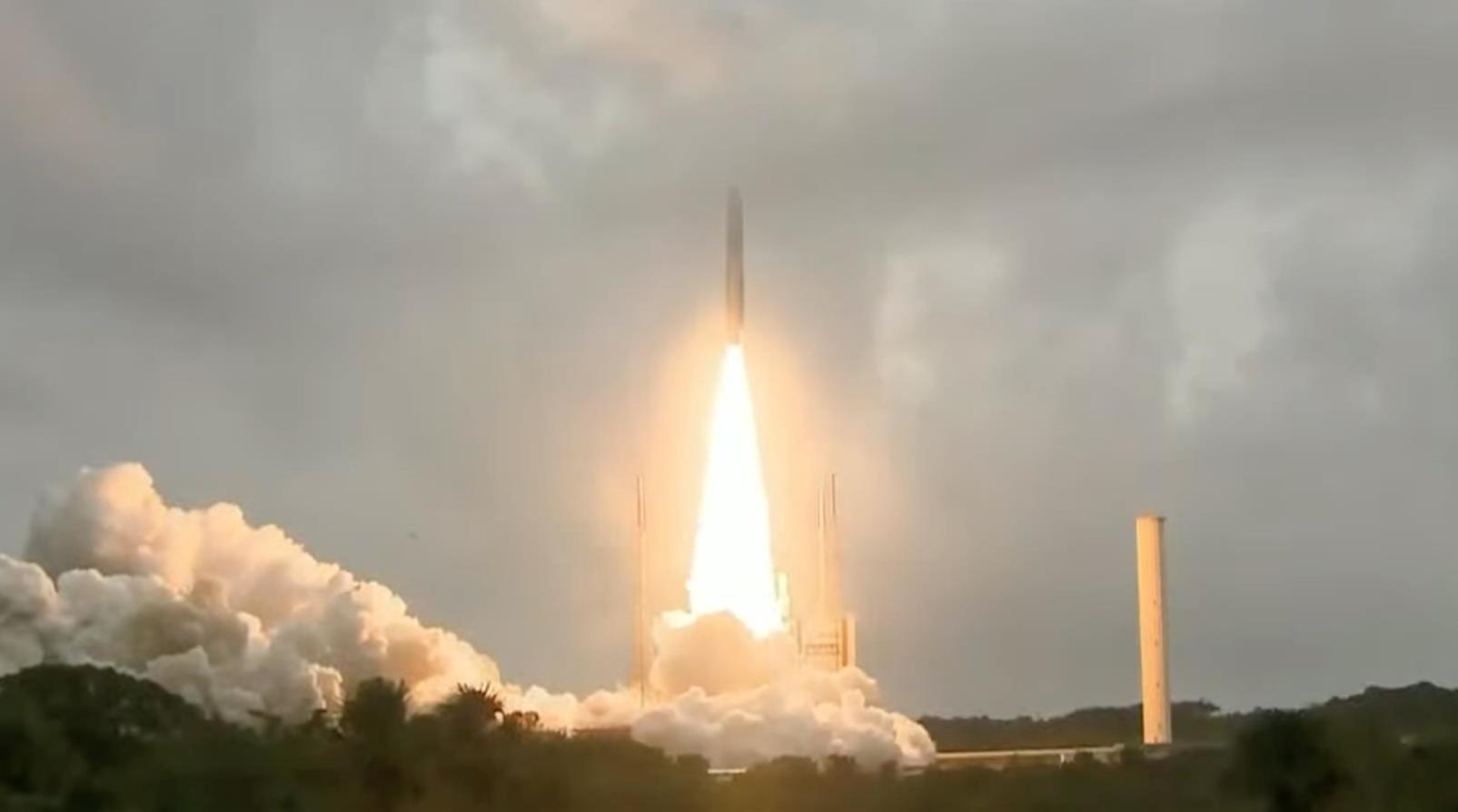
Ariane 5 care conține JWST la câteva momente după decolare
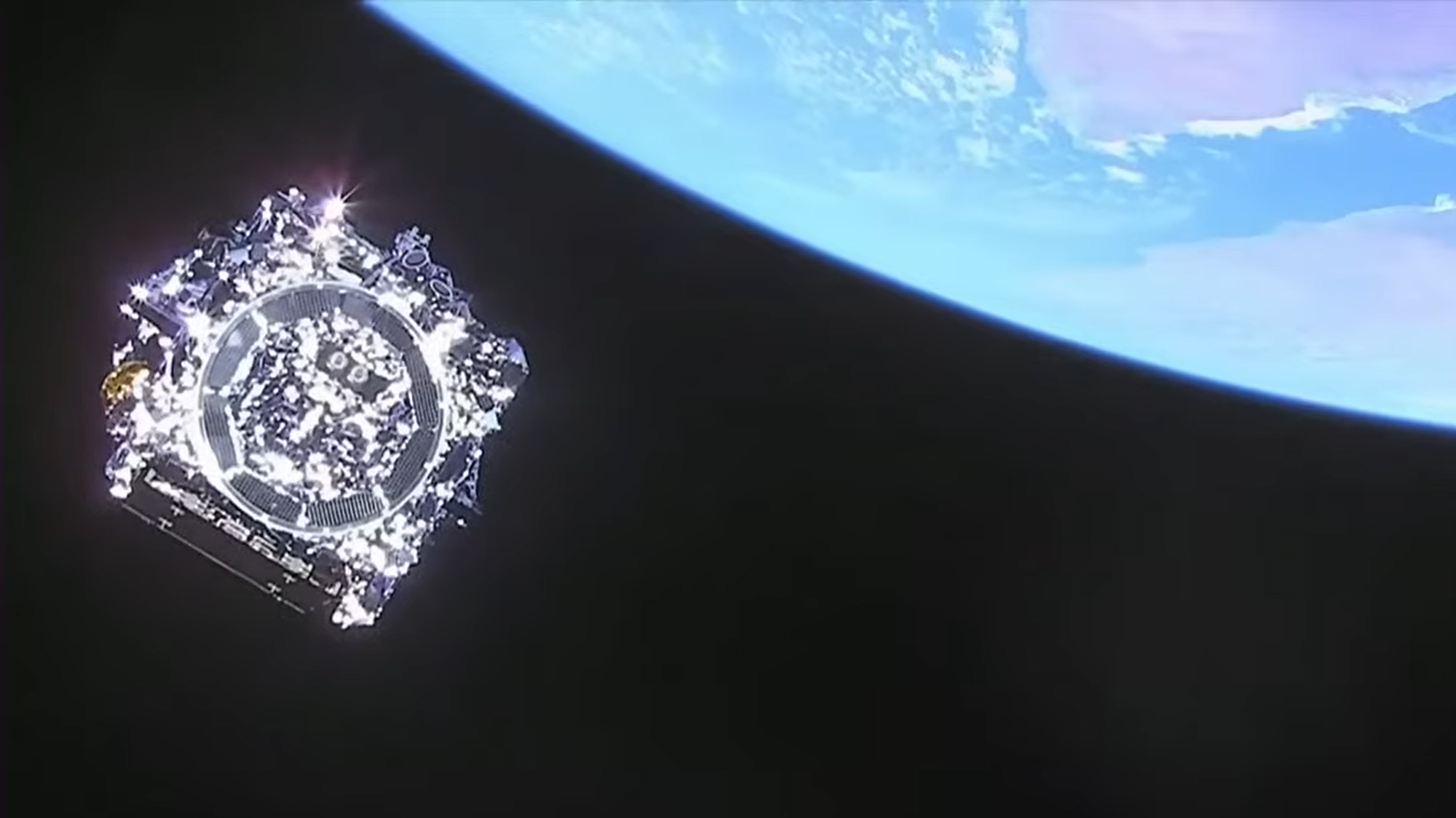
JWST văzut cu camera instalată pe treapta superioară a Ariane 5 la scurt timp după separare și la aproximativ 29 de minute după lansare. O parte a Pământului cu Golful Aden poate fi văzută în fundal.

### Orbită

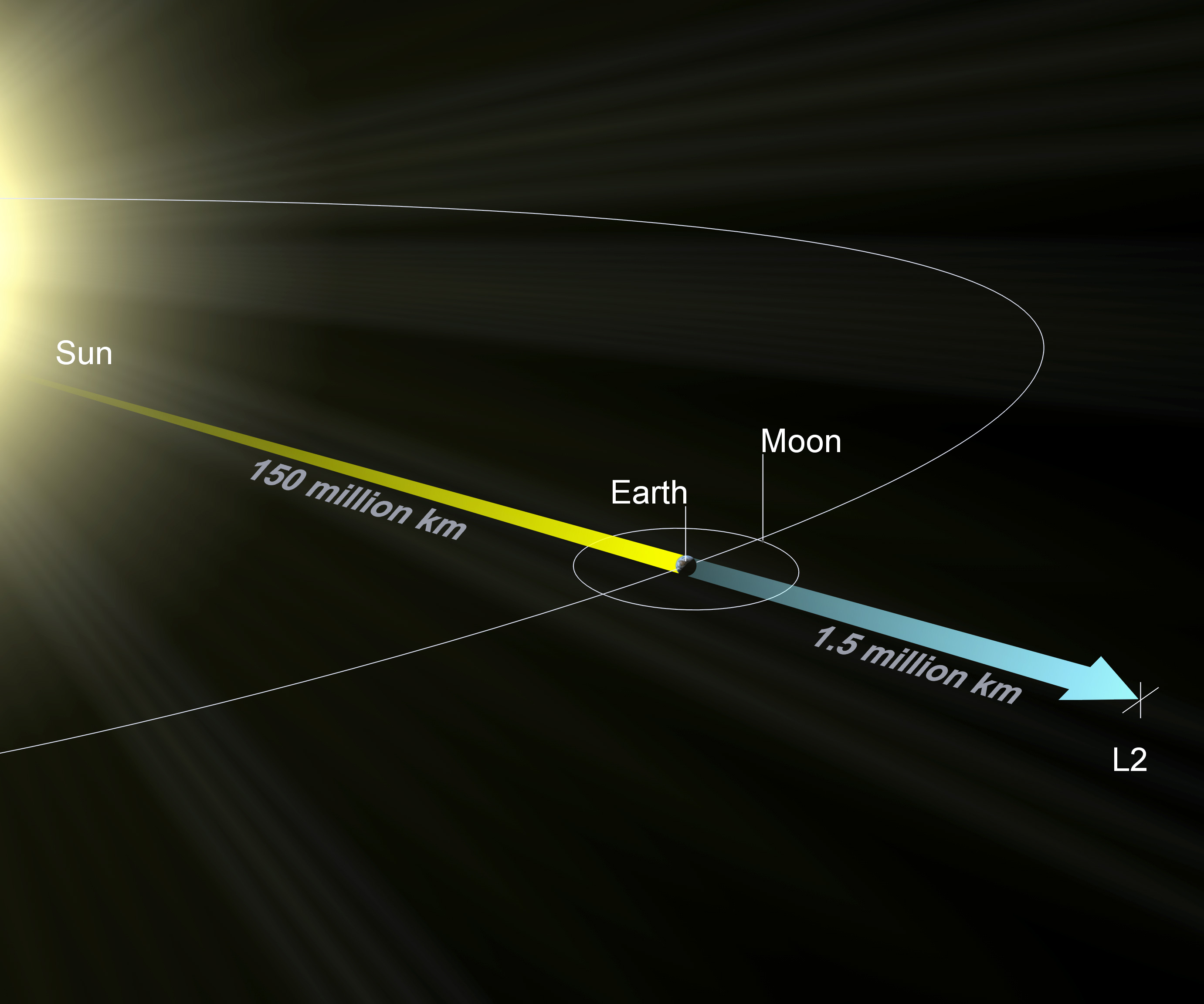
JWST nu va fi exact în punctul L_{2}, ci va înconjura punctul într-o orbită halo.

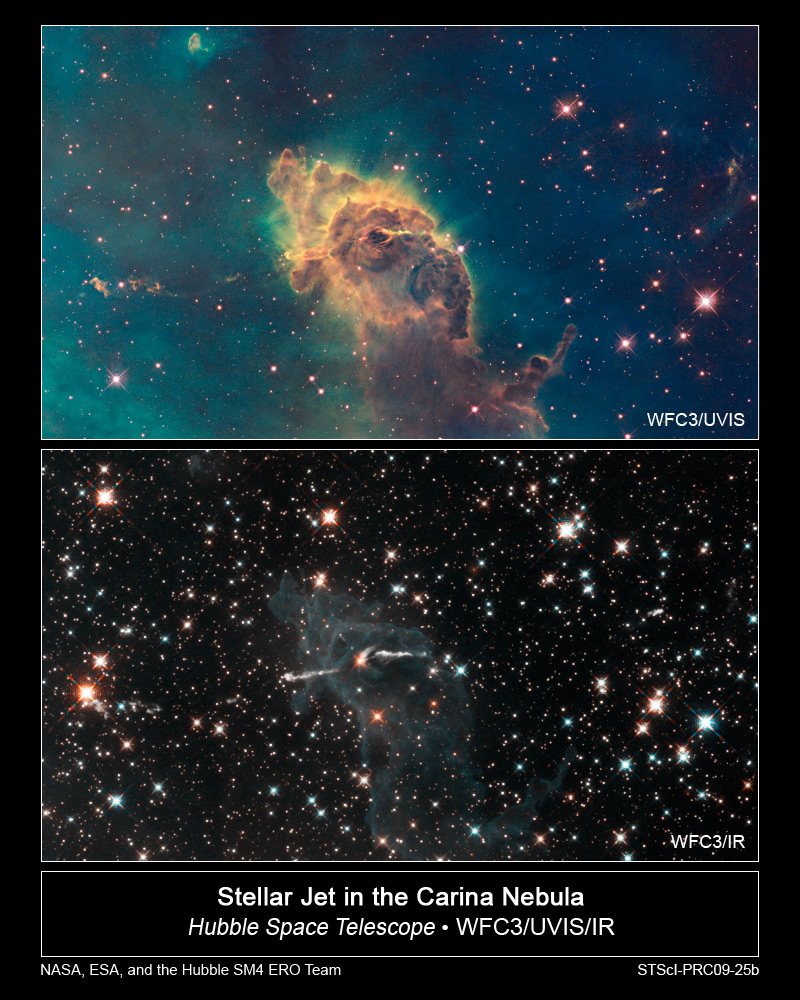
Două vederi alternative ale Nebuloasei Carina făcute de Telescopul Spațial Hubble, comparând astronomia ultravioletă și vizibilă (sus) și în infraroșu (jos). Mult mai multe stele sunt vizibile în acesta din urmă.

JWST va orbita Soarele în apropierea punctului Lagrange L2 al sistemului Soare-Pământ, care este situat la 1.500.000 km mai departe de Soare decât orbita Pământului și de aproximativ patru ori mai departe decât orbita Lunii. În mod normal, un obiect care înconjoară Soarele mai departe decât Pământul și-ar finaliza orbita în mai mult de un an, dar lângă punctul L2, forța gravitațională combinată a Pământului și a Soarelui permite unei nave spațiale să orbiteze în jurul Soarelui sincron cu Pământul. .
Telescopul va înconjura punctul Soare-Pământ L2 într-o orbită halo, care va fi înclinată în raport cu planul ecliptic, va avea o rază variind între aproximativ 250.000 km și 832.000 km și va dura aproximativ jumătate de an până la finalizare. Deoarece L2 este doar un punct de echilibru fără atracție gravitațională, o orbită halo nu este o orbită în sensul obișnuit: nava spațială este de fapt pe orbită în jurul Soarelui, iar orbita halo poate fi considerată ca o derivă controlată pentru a rămâne în vecinătatea punctului L2. Acest lucru necesită întreținerea corectă a stației: în jur de 2,5 m/s pe an  din totalul ∆v de 93 m/s. Două seturi de propulsoare constituie sistemul de propulsie al observatorului. Deoarece propulsoarele sunt situate numai pe partea cu fața la Soare, toate operațiunile de menținere a stației sunt concepute pentru a subdepăși puțin cantitatea necesară de forță pentru a evita împingerea JWST dincolo de punctul semi-stabil L2, o situație care ar fi irecuperabilă. Oamenii din echipa proiectului de integrare și testare a telescopului spațial James Webb, au comparat menținerea precisă a stației JWST cu „Sisif [...] care rostogolește această stâncă în sus pe panta blândă din apropierea vârfului dealului – nu vrem niciodată să se rostogolească peste creastă și să se îndepărteze de el”.

### Punerea în funcțiune și testarea
La 12 ianuarie 2022, în timp ce era încă în tranzit, a început alinierea oglinzilor. Segmentele oglinzii primare și oglinda secundară au fost îndepărtate din pozițiile lor de protecție de la lansare. Acest lucru a durat aproximativ 10 zile, deoarece cele 132  de actuatoare sunt proiectate pentru a regla fin pozițiile oglinzii la o precizie microscopică și fiecare trebuie să se miște cu 12,5 mm în timpul alinierii inițiale. De asemenea, pentru a reduce riscul și complexitatea și pentru a minimiza producția de căldură în apropierea oglinzilor de răcire, doar un actuator a fost mutat la un moment dat, iar actuatoarele au funcționat doar pentru perioade scurte de timp, limitând viteza totală la aproximativ 1 mm pe zi. Cele 18 actuatoare cu raza de curbură (ROC), care reglează curbura segmentelor oglinzii primare, au fost de asemenea mutate din poziția de lansare.
După ce au fost eliberate de protecția la lansare, cele 18 segmente de oglindă au fost reglate fin și aliniate pentru a funcționa ca o singură oglindă, un proces estimat să dureze aproximativ trei din cele cinci luni permise pentru punere în funcțiune și testare. Punerea în funcțiune este complicată de faptul că performanța telescopului și formele precise ale unor componente se vor schimba microscopic, pe măsură ce acesta continuă să se răcească. În plus, instrumentele sale științifice rămase au fost toate alimentate pentru testare (31 ianuarie 2022),  iar încălzitoarele folosite pentru a proteja împotriva apei și a condensului de gheață nu vor mai fi necesare și vor fi oprite treptat.
Alinierea oglinzii necesită ca fiecare dintre cele 18 segmente de oglindă și oglinda secundară să fie poziționate la 50 de nanometri. NASA compară precizia necesară prin analogie: „Dacă oglinda principală Webb ar fi de dimensiunea Statelor Unite, fiecare segment [oglindă] ar fi de dimensiunea Texasului, iar echipa ar trebui să alinieze înălțimea acelor segmente de dimensiunea Texasului între ele la o precizie de aproximativ 1,5 inchi”.
Alinierea oglinzii este o operațiune complexă împărțită în șapte faze, care a fost practicată în mod repetat folosind un model la scară 1/6 al telescopului. Odată ce oglinzile ating 120 K (−153 °C), NIRCam vizează o stea strălucitoare, HD 84406 din Ursa Mare (HD 84406 este luminoasă și ușor de identificat, va rămâne vizibilă pentru toate cele 3 luni de punere în funcțiune a telescopului și se află într-o parte a cerului cu mai puține stele). Pentru a face acest lucru, este nevoie de 156 de imagini ale cerului. Inițial, segmentele individuale de oglindă primară vor fi foarte nealiniate, astfel încât imaginea va conține 18 imagini separate, neclare, ale câmpului stelar, fiecare conținând o imagine a stelei țintă. Cele 18 imagini ale HD 84406 sunt potrivite cu segmentele de oglindă respective, iar cele 18 segmente sunt aduse în aliniament aproximativ centrat pe stele („Segment Image Identification”). Fiecare segment este apoi corectat individual de erorile majore de focalizare, rezultând 18 imagini separate, dar de bună calitate individual, din cele 18 segmente de oglindă ("Segment Alignment"). Cele 18 imagini din fiecare segment sunt apoi mutate astfel încât să se suprapună precis pentru a crea o singură imagine ("Image Stacking").
Cu oglinzile poziționate acum pentru imagini aproape corecte, acestea trebuie să fie reglate fin la precizia lor operațională de 50 de nanometri. Printr- anumită tehnică se compară imaginile din 20 de perechi de oglinzi, permițând corectarea majorității erorilor ("Coarse Phasing"), iar apoi aceeași tehnică este utilizată cu elemente optice speciale pentru a introduce ±4 și ±8 unde de defocalizare la imaginea fiecărui segment, permițând detectarea și corectarea aproape a tuturor erorilor rămase ("Fine Phasing"). Aceste două procese sunt repetate de trei ori, iar fazarea fină va fi verificată în mod obișnuit pe parcursul funcționării telescopului.
În cele din urmă, se efectuează o ultimă rundă de defazare fină și verificări ale calității imaginii pe toate instrumentele, pentru a se asigura că orice eroare reziduală mică rămasă de la pașii anteriori a fost corectată ("Iterate Alignment for Final Correction"). Segmentele de oglindă ale telescopului sunt apoi aliniate și capabile să captureze imagini precise, focalizate. Dacă este necesar, procesul permite ca pașii anteriori să fie retestați din nou, pentru a asigura acuratețea.
NASA a anunțat la 3 februarie 2022 că NIRCam a detectat primii fotoni (deși nu sunt încă imagini complete). La 11 februarie 2022, NASA a anunțat că telescopul aproape a finalizat faza 1 de aliniere, fiecare segment al oglinzii sale primare a localizat și fotografiat steaua țintă HD 84406 și toate segmentele sunt aduse la aliniere aproximativă. Faza 1 de aliniere a fost finalizată la 18 februarie 2022, și o săptămână mai târziu, au fost finalizate fazele 2 și 3. Aceasta înseamnă că cele 18 segmente lucrează la unison, însă până când toate cele 7 faze sunt complete, segmentele încă acționează ca 18 telescoape mai mici, mai degrabă decât unul mai mare. În același timp cu punerea în funcțiune a oglinzii primare, sunt în curs de desfășurare și alte sute de alte sarcini de punere în funcțiune și calibrare a instrumentelor.

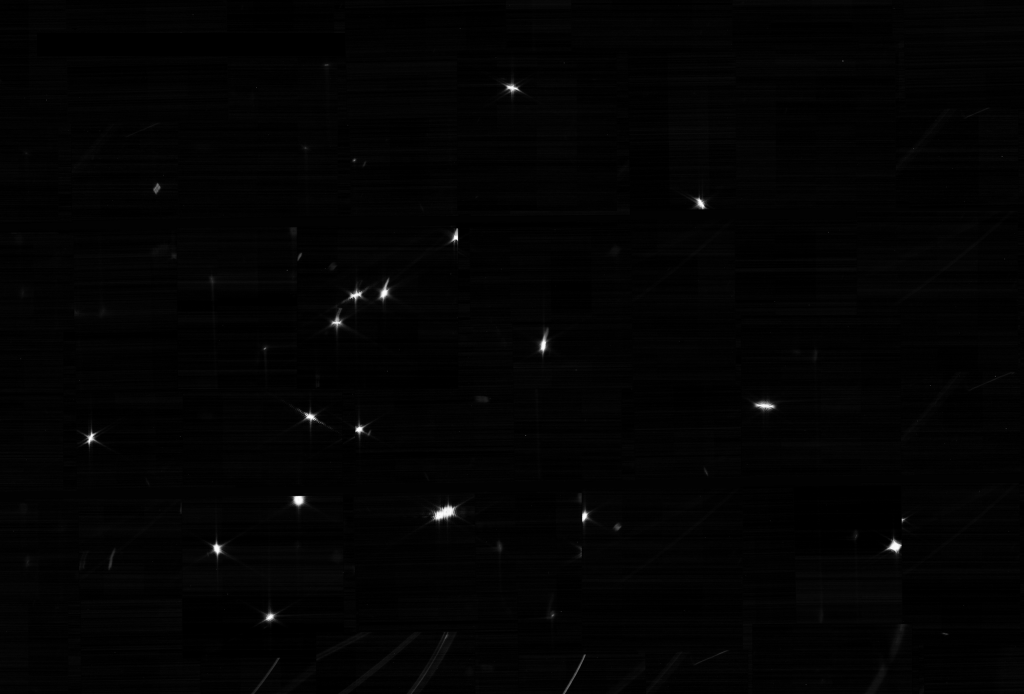
18 imagini ale aceleiași stele țintă HD 84406 prin cele 18 segmente de oglindă nefocalizate.
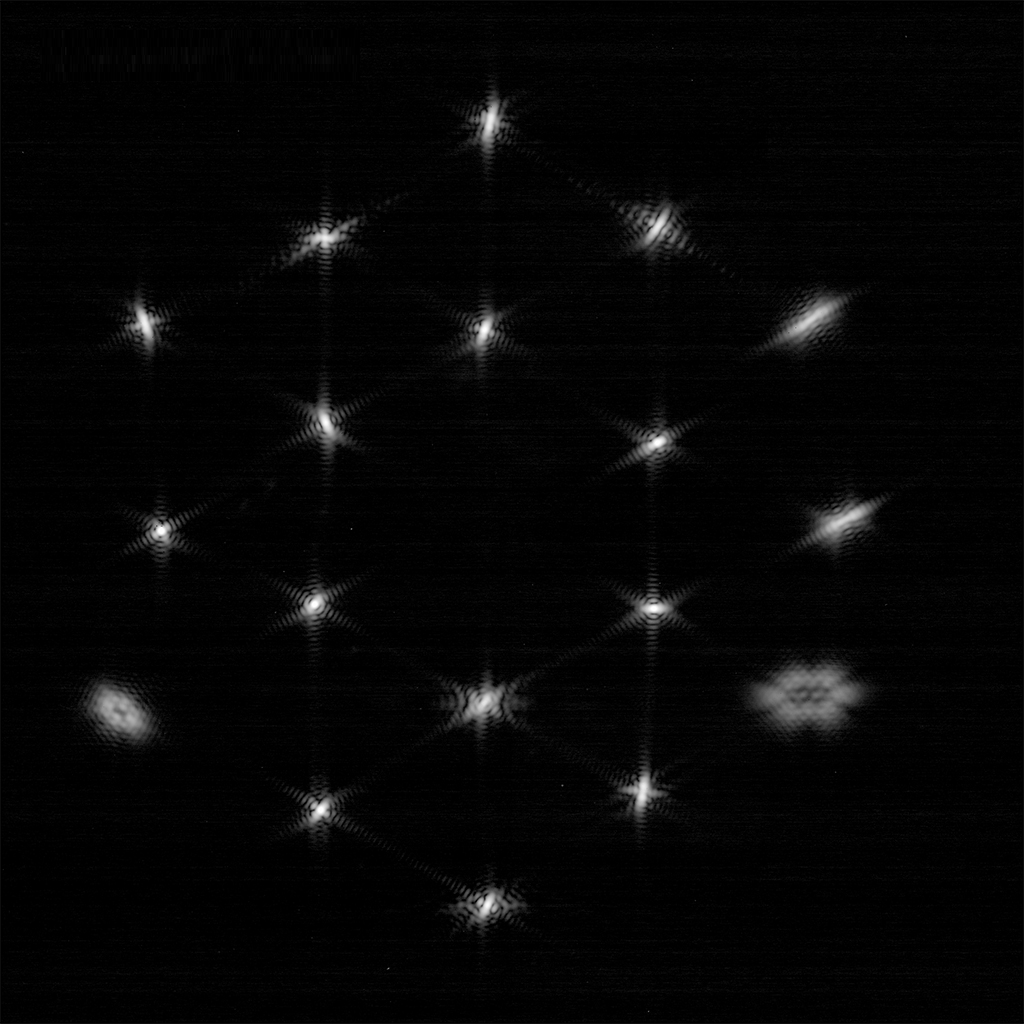
18 imagini nefocalizate ale aceleiași stele țintă HD 84406.
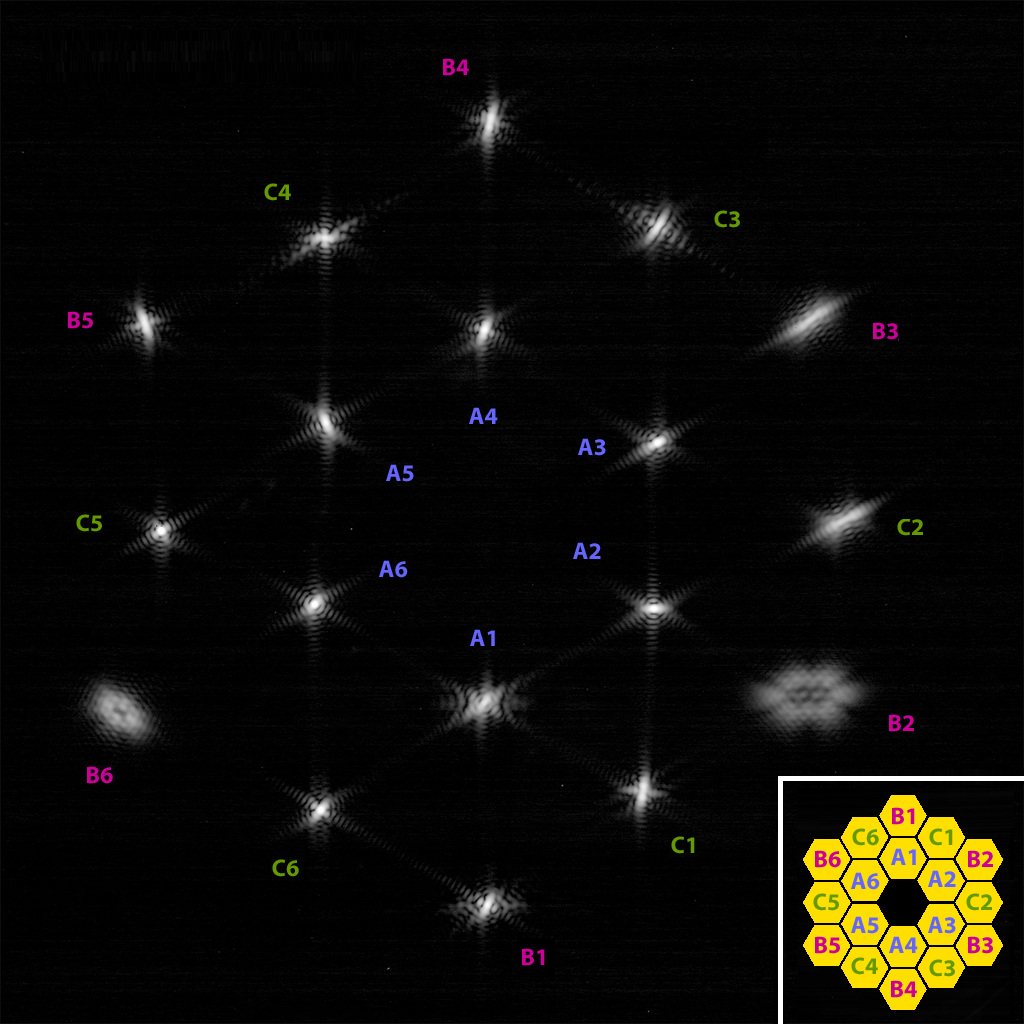
Imagine a fazei 1 adnotată a stelei HD 84406
Faza 2 finalizată, arătând efectele „înainte și după” ale alinierii segmentului.
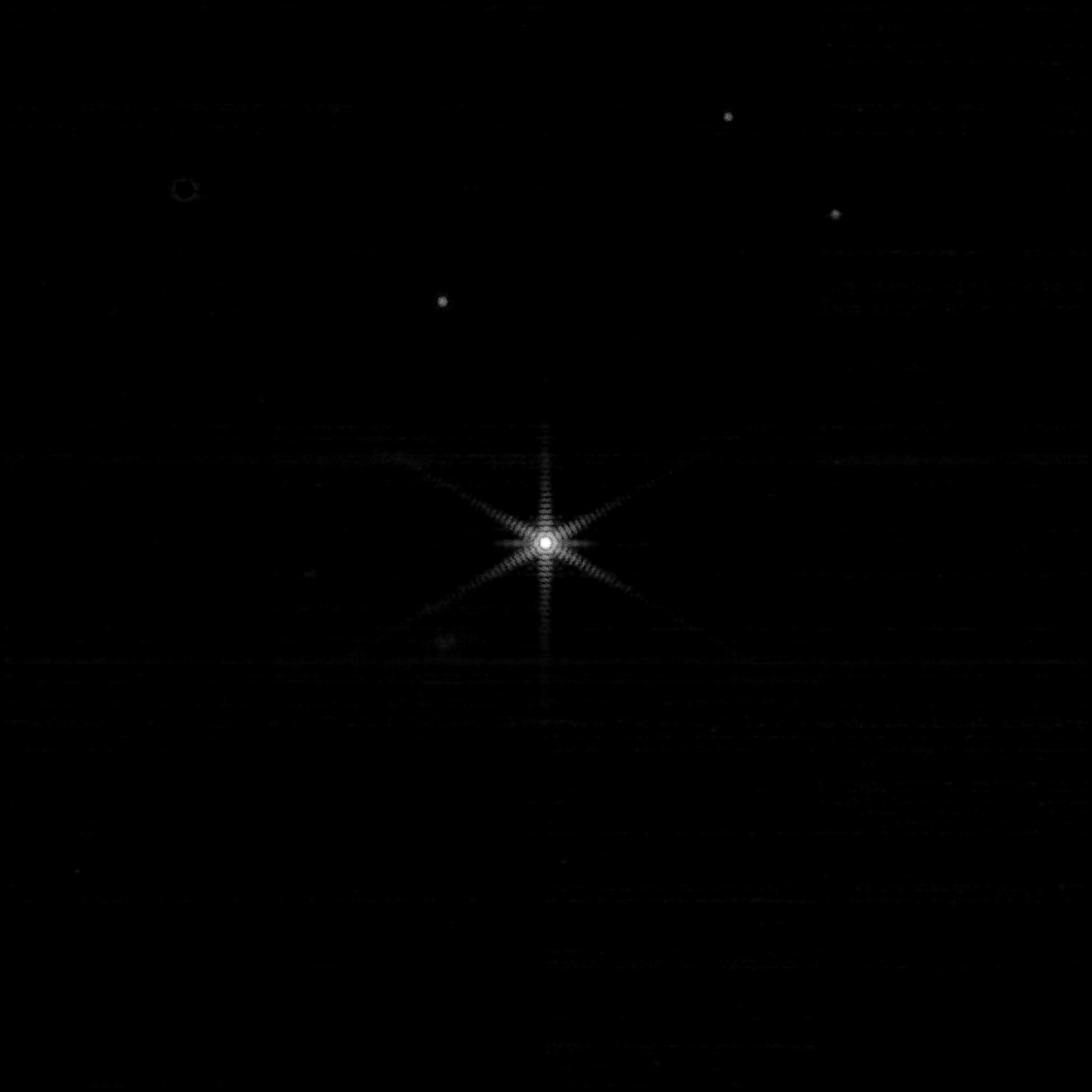
Faza 3 finalizată, arătând 18 segmente „stivuite” ca o singură imagine a HD 84406.
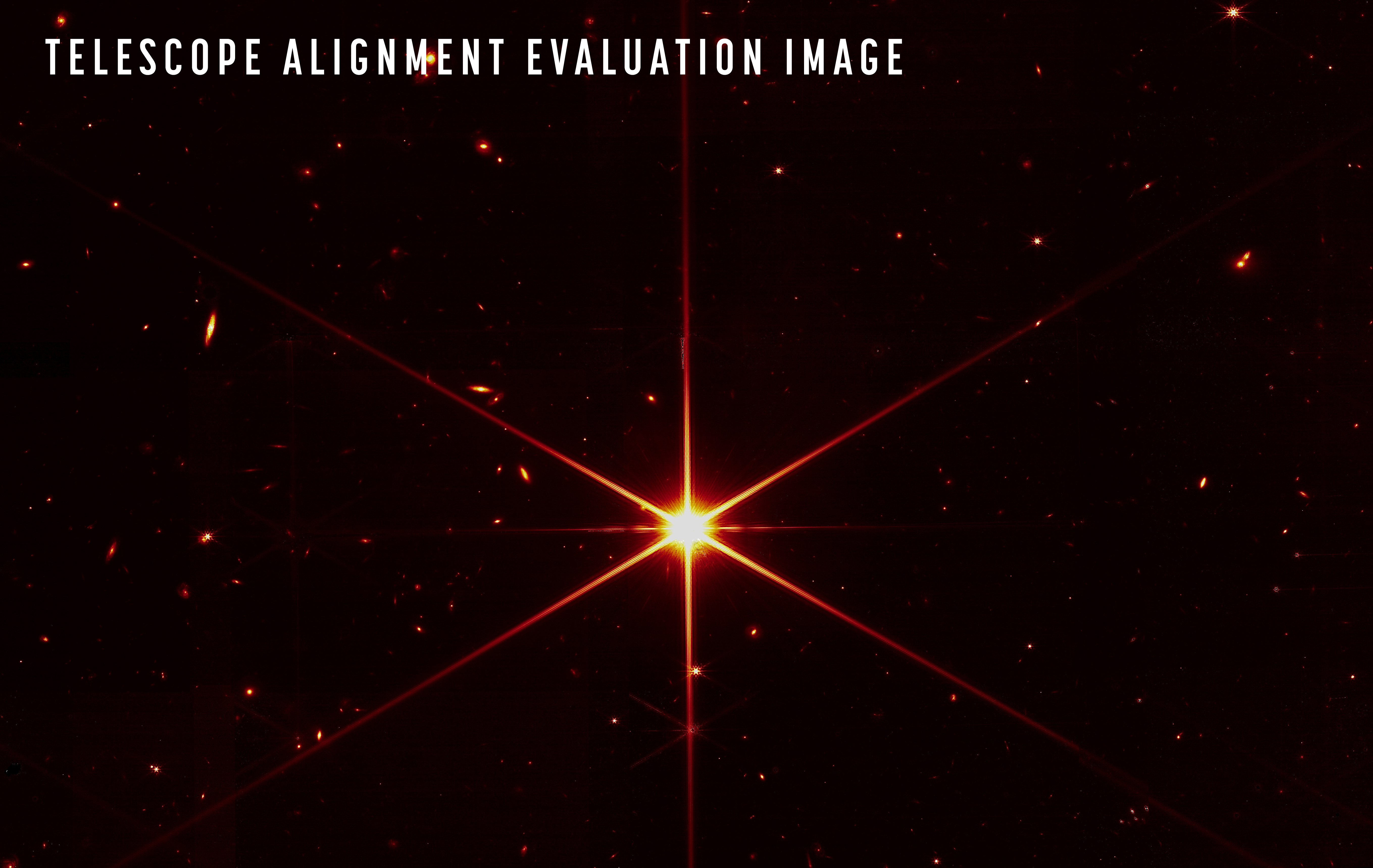
Steaua 2MASS J17554042+6551277[a]  capturată de instrumentul NIRCam.
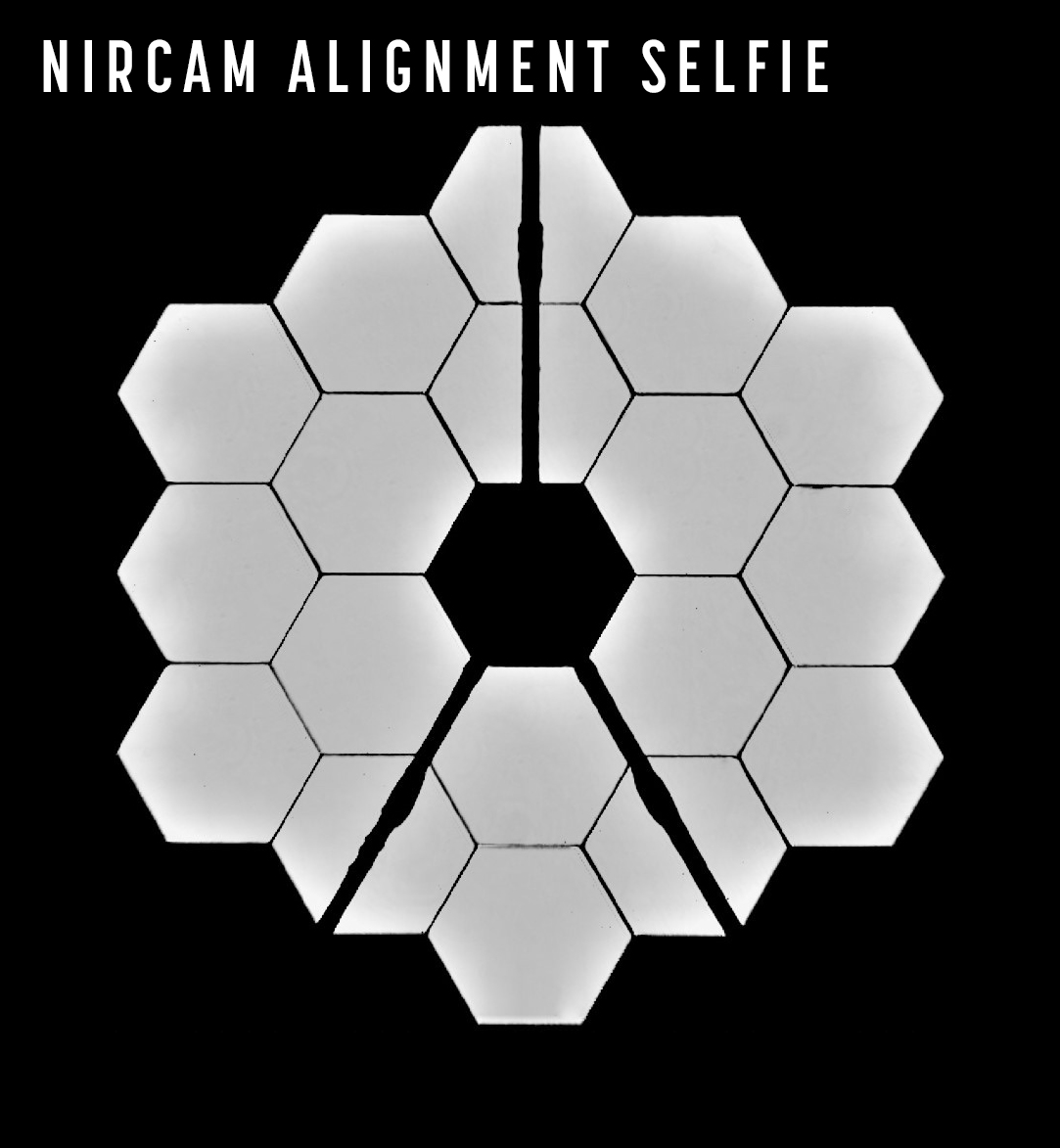
Un "selfie" făcut de NIRCam în timpul procesului de aliniere.
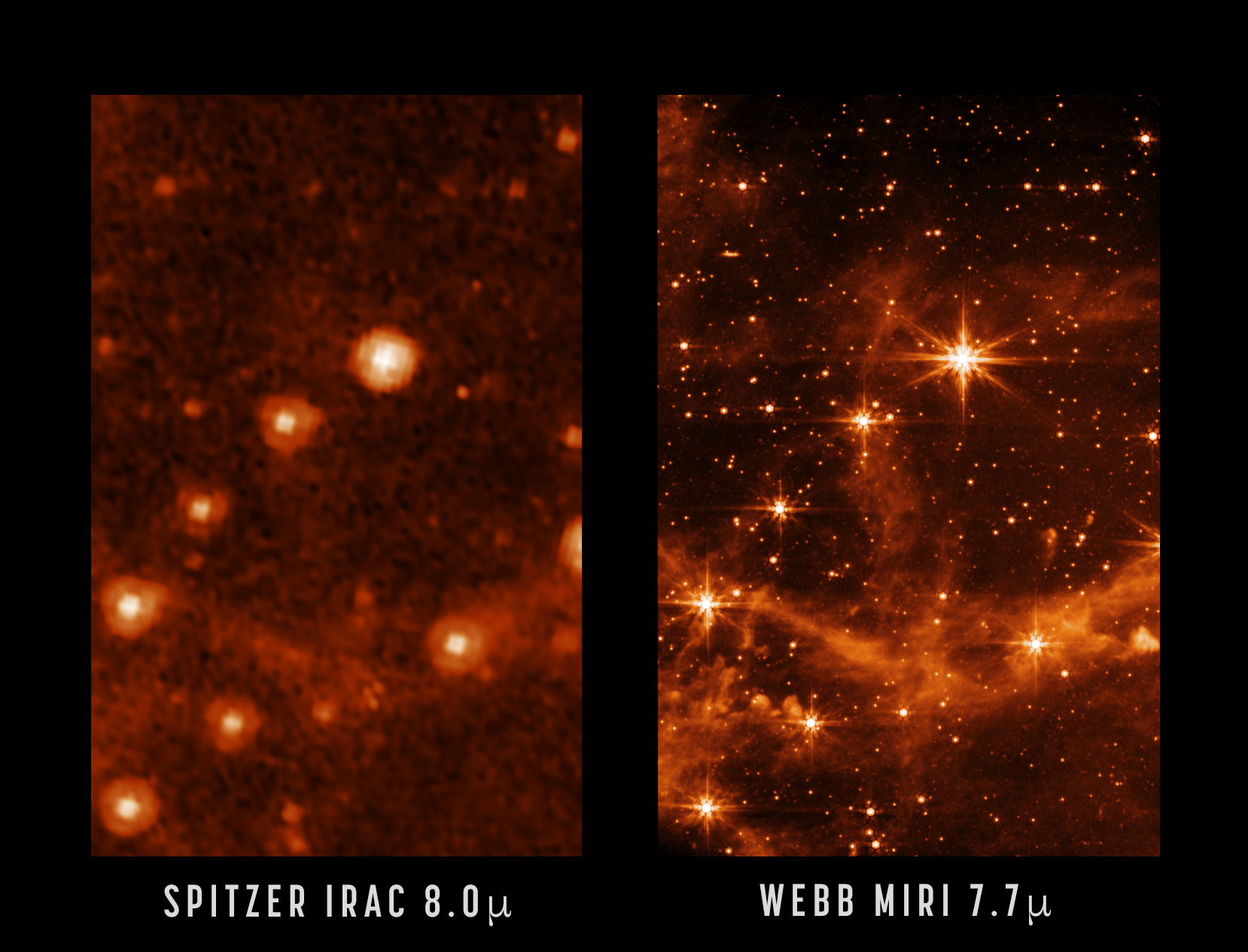
Comparație de imagini între „vechiul” Spitzer și noul JWST

## Rezultate științifice
Telescopul spațial James Webb și-a finalizat punerea în funcțiune și a fost gata să înceapă operațiunile științifice complete la 11 iulie 2022. Cu unele excepții, majoritatea datelor experimentale sunt păstrate privat timp de un an pentru uzul exclusiv al oamenilor de știință care conduc experimentul respectiv, iar apoi datele brute vor fi făcute publice.

### Primele imagini full-color
Primele imagini full-color și date spectroscopice au fost publicate la 12 iulie 2022, care a marcat, de asemenea, începutul oficial al operațiunilor științifice generale ale lui Webb. Președintele Statelor Unite, Joe Biden, a dezvăluit prima imagine, Webb's First Deep Field, la 11 iulie 2022. Printre alte publicații în jurul acestei perioade se numără:
- Nebuloasa Carina – o regiune tânără, cu formare de stele, numită NGC 3324, aflată la aproximativ 8500 de ani-lumină de Pământ, descrisă de NASA drept "Faleze Cosmice".
- WASP-96b – inclusiv o analiză a atmosferei cu dovezi ale prezenței apei în jurul unei planete gigantice de gaz care orbitează în jurul unei stele îndepărtate, la 1120 de ani-lumină de Pământ.
- Nebuloasa Optul Explodat – nori de gaz și praf expulzați de o stea muribundă aflată la 2500 de ani-lumină de Pământ.
- Cvintetul lui Stephan – o reprezentare vizuală a cinci galaxii cu nori de gaz și praf care se ciocnesc și creează noi stele; patru galaxii centrale se află la 290 de milioane de ani-lumină de Pământ.
- SMACS J0723.3-7327 –  un roi de galaxii la deplasarea spre roșu de 0,39, cu galaxii îndepărtate pe fundal ale căror imagini sunt distorsionate și mărite din cauza lentilei gravitaționale a roiului. Această imagine a fost numită "Primul câmp profund al lui Webb". Ulterior, s-a descoperit că în această imagine JWST a dezvăluit și trei galaxii vechi care au existat la scurt timp după Big Bang. Imaginile sale cu aceste galaxii îndepărtate sunt vederi ale universului de acum 13,1 miliarde de ani.[94][96][97]

La 14 iulie 2022, NASA a prezentat imagini ale lui Jupiter și ale zonelor conexe realizate de telescopul spațial James Webb, inclusiv imagini în infraroșu.
Într-un preprint publicat cam în aceeași perioadă, oamenii de știință de la NASA, ESA și CSA au declarat că „aproape în toate domeniile, performanța științifică a JWST este mai bună decât se aștepta”. Documentul descria o serie de observații în timpul punerii în funcțiune, când instrumentele au capturat spectrele exoplanetelor în tranzit cu o precizie mai bună de 1000 ppm pe punct de date și au urmărit obiecte în mișcare cu viteze de până la 67 milisecunde/secundă, de peste două ori mai rapid decât se ceruse. De asemenea, a obținut spectrele a sute de stele simultan într-un câmp dens spre centrul galactic al Căii Lactee. Alte obiective au inclus:
- Ținte în mișcare: Jupiter (inclusiv inelele și lunile Europa, Thebe și Metis), asteroizii 2516 Roman, 118 Peitho, 6481 Tenzing, 1773 Rumpelstilz, 216 Kleopatra, 2035 Stearns, 4015 Wilson-Harrington și 2004 JX20.
- Planeta de mărimea lui Jupiter HAT-P-14b
- O detectare clară a stelei companion AB Doradus C, care are o separare de numai 0,3 secunde de arc față de steaua primară. Această observație a fost prima demonstrație a instrumentului AMI în spațiu.
- O planetă Super-pământ fierbinte L 168-9 b (TOI-134) în jurul unei stele pitice roșii strălucitoare.[100]

### Galaxii timpurii strălucitoare
În termen de două săptămâni de la primele imagini Webb, mai multe lucrări preprint au descris o gamă largă de galaxii cu deplasare mare spre roșu și foarte luminoase (probabil mari) despre care se crede că datează de la 235 milioane de ani (z=16,7) până la 280 milioane de ani după Big Bang, mult mai devreme decât se știa anterior. La 17 august 2022, NASA a publicat o imagine mozaic mare de 690 de cadre individuale luate de Camera în infraroșu apropiat (NIRCam) de pe Webb, care prezintă numeroase galaxii foarte timpurii. Unele galaxii timpurii observate de Webb, cum ar fi CEERS-93316, care are o deplasare spre roșu estimată la aproximativ z=16,7, ceea ce corespunde la 235,8 milioane de ani după Big Bang, sunt candidate la galaxii cu deplasare spre roșu mare. În septembrie 2022, găurile negre primordiale au fost propuse ca explicație pentru aceste galaxii neașteptat de mari și timpurii..

### Observații și interpretări notabile ulterioare
În iunie 2023 a fost anunțată detectarea unor molecule organice la 12 miliarde de ani-lumină distanță, într-o galaxie numită SPT0418-47, cu ajutorul telescopului Webb.
La 12 iulie 2023, NASA a sărbătorit primul an de funcționare prin publicarea imaginii lui Webb a unei mici regiuni de formare a stelelor din complexul de nori Rho Ophiuchi, la 390 de ani-lumină distanță.
În septembrie 2023, doi astrofizicieni au pus sub semnul întrebării modelul standard acceptat al cosmologiei, pe baza celor mai recente studii ale telescopului spațial James Webb.
În decembrie 2023, NASA a publicat imagini realizate de JWST, inclusiv roiul de galaxii Christmas Tree și altele.

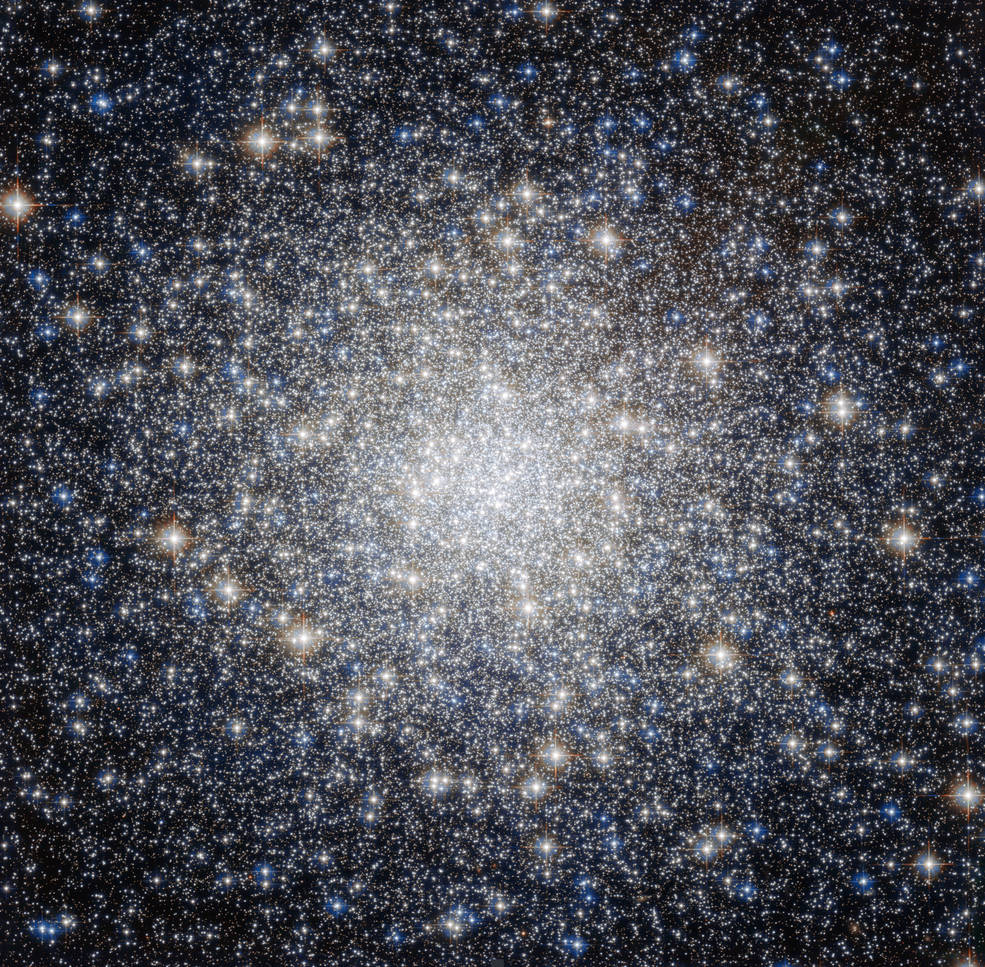
Inima roiului globular Messier 92 (M92), unul dintre cele mai vechi și mai strălucitoare din Calea Lactee.
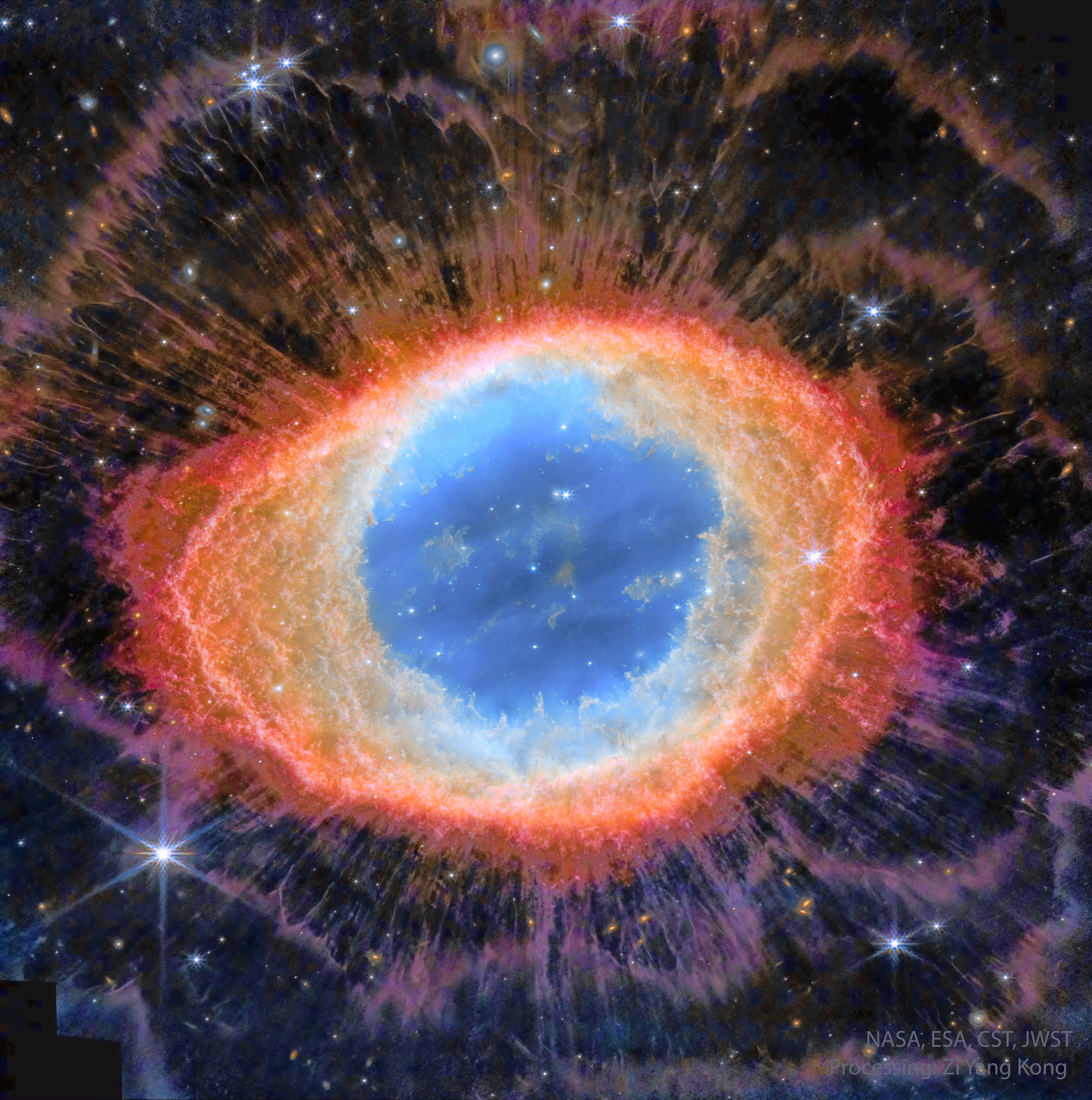
Nebuloasa Inel
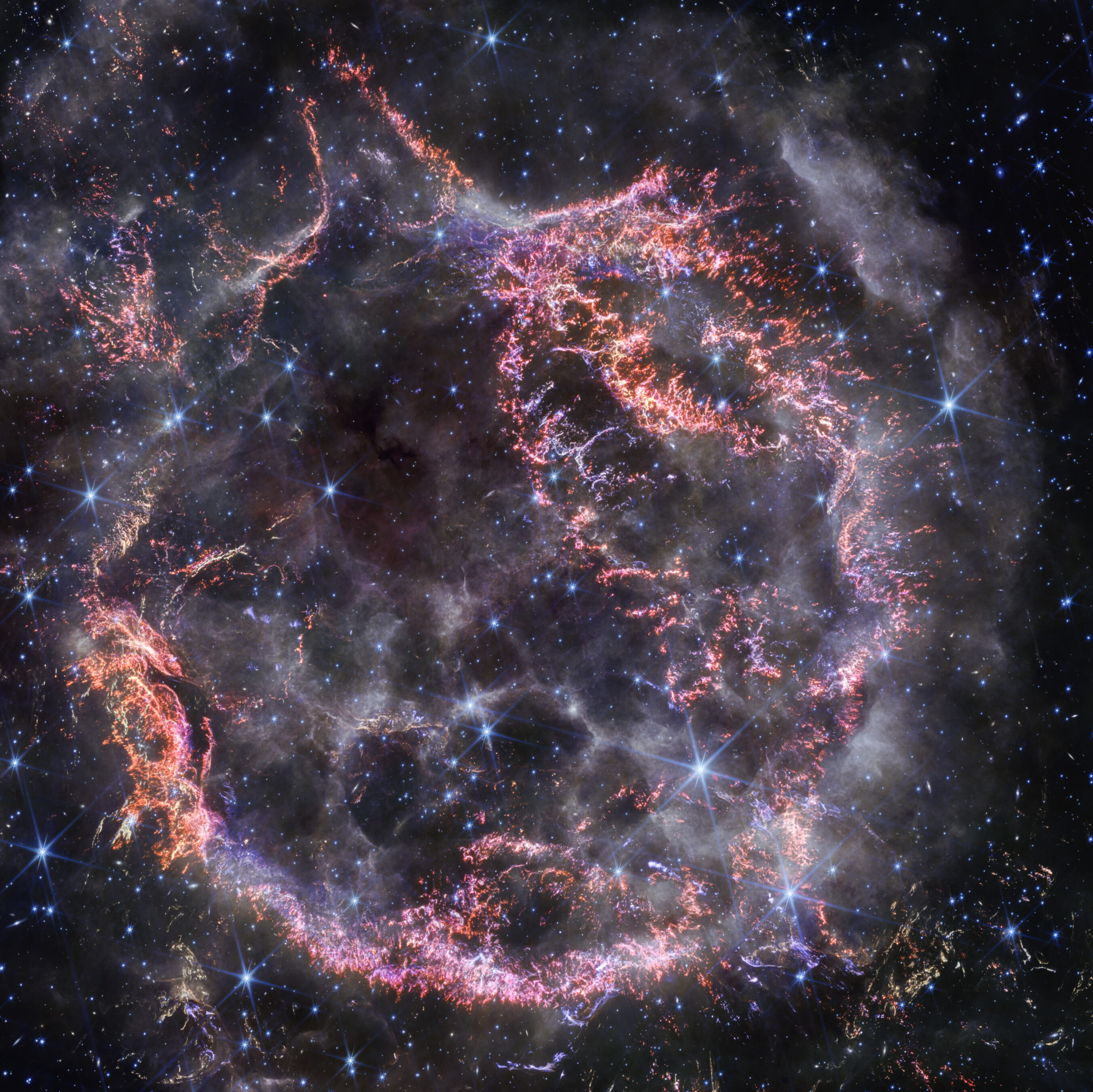
Supernova Cassiopeia A
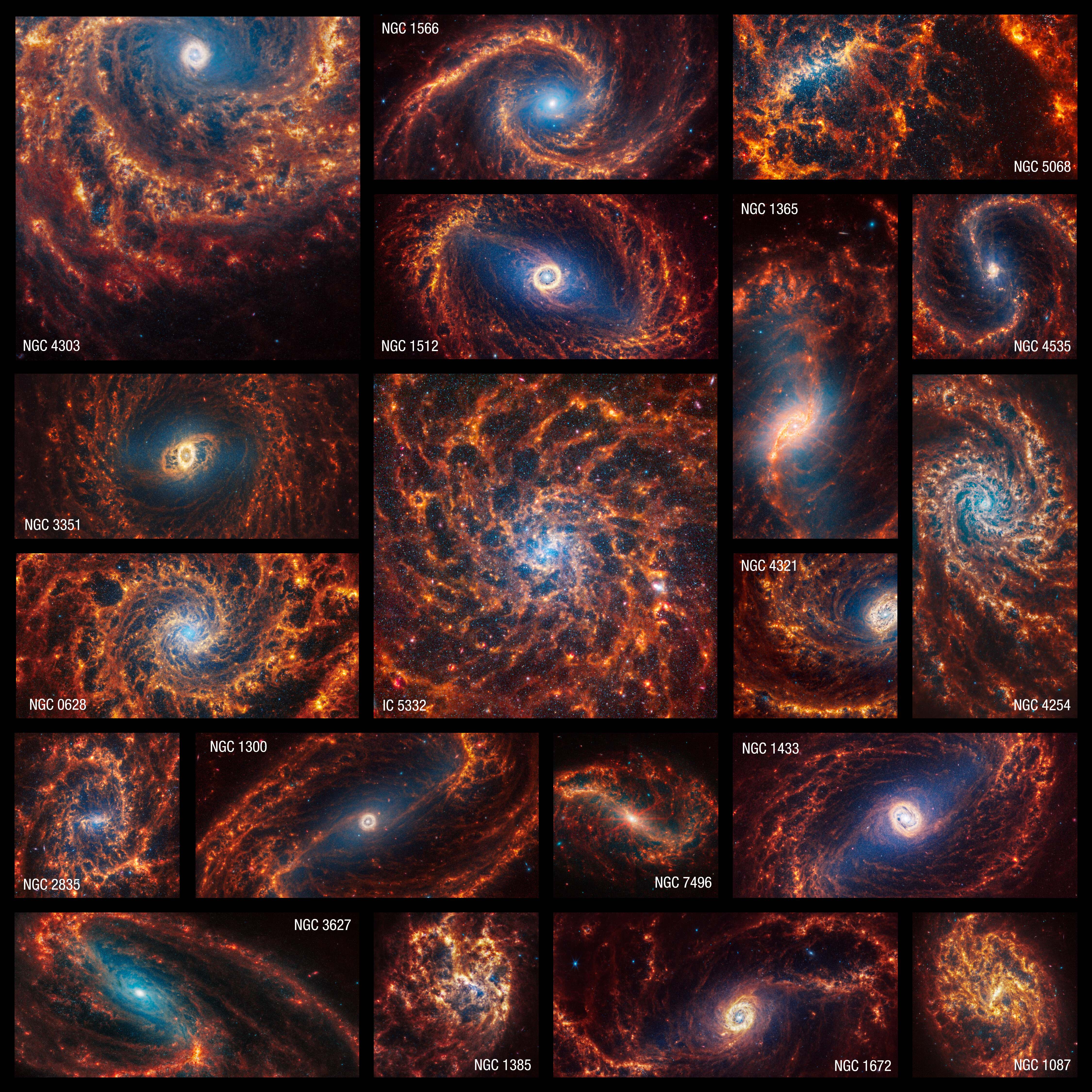
Colecție de 19 galaxii spiralate cu fața în sus, realizate în lumina infraroșie apropiată și medie